# Jan Poplatek
Jan Poplatek (ur. 29 lipca 1903 w Knihininie, zm. 11 października 1955 w Krakowie) — polski ksiądz, jezuita, historyk.

## Życiorys
Urodził się w miasteczku Knihinin położonym obok Stanisławowa i później włączone do niego jako dzielnica miasta, w rodzinie Jana urzędnika kolejowego i jego żony Stanisławy z domu Bazielich.
Pierwsze nauki pobierał w Stanisławowie w II Gimnazjum, kontynuował je w I Gimnazjum im. J. Długosza w Nowym Sączu, gdzie przenieśli się jego rodzice po I wojnie światowej.
W 1917 postanowił wstąpić do zakonu jezuitów, na co musiał uzyskać zgodę generała zakonu gdyż nie miał jeszcze skończonych 15 lat — nowicjat rozpoczął 12 sierpnia 1917. Pierwsze śluby zakonne złożył 7 lipca 1920. W Starej Wsi pozostał jeszcze przez następne trzy lata. Maturę zdał w maju 1923 w chyrowskim gimnajzum. Studia rozpoczął na fakultecie zakonnym w Nowym Sączu. W 1926 został przeniesiony do Wilna i rozpoczął studia historyczne na Uniwersytecie Stefana Batorego. W połowie stycznia 1930 uzyskał dyplom magisterski w drugiej połowie lutego dyplom nauczyciela szkół średnich. Pod koniec 1930 został wezwany do Chyrowa i prowadził tam zajęcia z historii opiekując się bogatymi zbiorami nadsyłanymi z całego świata przez misjonarzy. Był również dyrektorem biblioteki posiadającej wiele fachowych dzieł jak i poloników z XVI w. W 1932 rozpoczął studia teologiczne na Collegium Bobolanum i uzyskał dyplom w 1936. W roku szkolnym 1937/8 rozpoczął pracę nauczyciela w gimnazjum chyrowskim. Prowadził zajęcia z historii, oraz geografii, która była jego drugim polem zainteresowań.
Po wybuchu wojny w październiku 1939 przeniósł się do Lwowa gdzie spędził całą okupację, zajmując się pracą kapłańską i charytatywną oraz zbierając materiały do historii kolegium lwowskiego.
Po zakończeniu wojny przeniósł się do Krakowa, do kolegium jezuitów. Był członkiem Polskiego Towarzystwa Historycznego, Polskiego Towarzystwa Geologicznego, Polskiego Towarzystwa Przyrodników i Polskiej Akademii Umiejętności.
Zmarł, po operacji na raka żołądka, 11 października 1955.

## Twórczość
- Powstanie Seminarium Papieskiego w Wilnie (1582-1585)[1],
- Alumnat papieski w Wilnie[2],
- Błogosławiony Andrzej Bobola Towarzystwa Jezusowego. Życie - Męczeństwo - Kult, Kraków 1936,
- Zbiór numizmatyczny przy zakładzie naukowo-wychow. oo. Jezuitów w Bąkowiach pod Chyrowem 1833— 1933, chyrów 1934/5,
- Żywot bł. Melchiora Grodzieckiego, Kraków 1933,
- Dzieje kampanii polsko-ruskiej pod Chyrowem 1918—1919, Chyrów 1939,
- Udział byłych jezuitów w pracach Komisji Edukacji Narodowej, Kraków 1973,
- Studia z dziejów jezuickiego teatru szkolnego w Polsce, Wrocław 1957,
- Słownik jezuitów-artystów czynnych w Rzeczypospolitej Polskiej w w. XVI—XVIII. Str. LXIII. 300 maszynopisu folio. Kraków 15 X 1950,
- Ks. Stanisław Warszewicki T.J. — Zapomniany humanista polski i katolicki reformator, Przegl. Powsz. 226 (1948) 61—72,